# Эрсберг, Эрик
Э́рик Э́рсберг (швед. Erik Ersberg; 8 марта 1982, Сала, Швеция) — бывший шведский хоккеист, вратарь. Завершил карьеру летом 2016 года. 

## Карьера
Эрик начал свою карьеру в хоккейном клубе «Вестерос» (второй уровень шведской лиги). В сезоне 2005—2006 он выступал в Йёнчёпинге, где базируется хоккейный клуб «ХВ-71». В своем дебютном сезоне Эрсберг завершил регулярку с коэффициентом надёжности 0,929. В плей-офф Elitserien в 2006 году он сыграл в двух матчах с коэффициентом сохранения 0,857.
В следующем сезоне он получил свой прорыв и стал основным вратарем ХК «HV71» и был выбран для шведской сборной на турнир кубка Карьяла и Кубка Первого Канала. До этого Эрик никогда не играл за национальную сборную, в том числе и на молодёжных и юниорских турнирах. В сезоне 2006-07 он был выдвинут в качестве второго кандидата на титул Rookie Elitserien года. 22 марта 2007 года он был награждён Honken Trophy, который вручается лучшему шведскому вратарю года. 31 мая 2007 года «Лос-Анджелес Кингз» объявили на своем сайте, что они подписали с Эрсбергом контракт на год. Начал Эрик играть в 2007—2008 году за «Манчестер Монаркс» в Американской хоккейной лиге. 21 февраля 2008 года «Лос-Анджелес Кингз» вспомнили об Эрсберге из Манчестера. И тем самым он стал первым шведским вратарём в истории франшизы «Королей».
23 февраля Эрик дебютировал в НХЛ против «Чикаго Блэкхокс». Он сменил вратаря «Королей» Дэна Клутье, который был разобран соперником во 2-м периоде со счетом 5-1. «Короли» забросили четыре шайбы в третьем периоде, чтобы сравнять счёт (5-5) и перевести игру в овертайм, где «Блэкхокс» забили победную шайбу. Эрсберг из 19 бросков пропустил только один, что неплохо для новичка НХЛ.
В сезоне 2010-2011 г. Эрика перенаправили в «Manchester Monarchs». Эрик хотел покинуть команду без разрешения и 22 октября 2010 года контракт с Эрсбергом был расторгнут. В НХЛ играл за команду «Лос-Анджелес Кингз» (сезоны 2007—2008, 2008—2009, 2009—2010). Играл под номером 31. Всего на счету вратаря 54 матча в НХЛ.
В 2010 году было принято решение отправиться в российский клуб «Салават Юлаев». В «Салавате» Эрсберг почти сразу стал основным вратарём и в сезоне 2010—2011 года стал обладателем Кубка Гагарина. За «Салават Юлаев» Эрик выступал под номером 40. Был включен в символическую сборную сезона 2010—2011. 18 мая 2012 года «Салават Юлаев» расторг контракт с Эрсбергом по обоюдному согласию.
21 мая 2012 года украинский хоккейный клуб «Донбасс», выступающий в КХЛ, достиг договоренности о заключении контракта с Эриком.

## Достижения
«Салават Юлаев»
- Обладатель Кубка Гагарина: 2011
- Обладатель «Золотого шлема» 2011.

сборная Швеции
- Серебряный призёр чемпионата мира: 2011